# Große Braune Fledermaus
Die Große Braune Fledermaus (Eptesicus fuscus) ist eine Breitflügelfledermaus, welche in Nord-, Zentral- und Südamerika beheimatet ist.

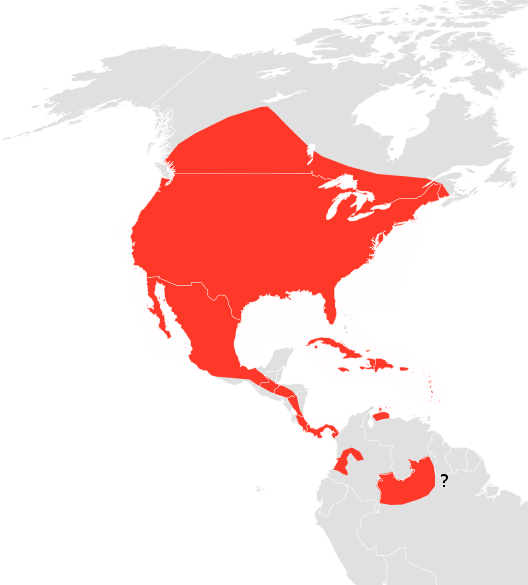
Verbreitungsgebiet von Eptesicus furinalis

## Beschreibung
Die Große Braune Fledermaus ist eine mittelgroße Fledermaus mit kräftigem Körper und großem Kopf, einer breiten Nase und fleischigen Lippen. Die Gesamtlänge beträgt 87–138 mm bei einem Gewicht von 11–23 g. Die Weibchen sind leicht größer als die Männchen (sexueller Dimorphismus). Die Ohren sind kurz und erreichen, wenn man sie nach vorne klappt, nur knapp die Spitze der Nase. Der Tragus ist breit und an der Spitze leicht nach vorne geneigt. Die Flügel sind kurz und breit. Das Fell ist weich und am Rücken meist über 10 mm lang. Die Farbe reicht von hellbraun über schokoladenbraun, wobei das Bauchfell heller ist als das Fell am Rücken.
Eptesicus furinalis unterscheidet sich von anderen Glattnasen in ihrem Verbreitungsgebiet durch den großen, breiten Kopf, dem stämmigen Körper, den runde Ohren und den kurzen, breiten Flügeln. Zudem besitzt die Art vier obere Schneidezähne. Sie ist die einzige Art der Breitflügelfledermäuse in Nordamerika, und die größte Art in Zentral- und Südamerika.

## Lebensweise
Die Große Braune Fledermaus ist wie die meisten Fledermäuse nachtaktiv und ernährt sich von Insekten. Sie besitzt ein großes Hörspektrum von 10–45 kHz und nutzt Echoortung zur Orientierung und zum Jagen. Jede Nacht jagen die Tiere für etwa 100 min und verbringen den Rest der Nacht in einem Unterschlupf, der nicht derselbe ist wie der Schlafplatz am Tag. Studien haben gezeigt, dass ausgewachsene Tiere bis zu 2,7 g Insekten pro Stunde fressen können. Die Fluggeschwindigkeit beträgt 13–18 km/h in geschlossenen Räumen, kann jedoch im offenen Flug bis zu 33 km/h erreichen. Dabei schlagen die Tiere über 9 Mal pro Sekunde mit den Flügeln.

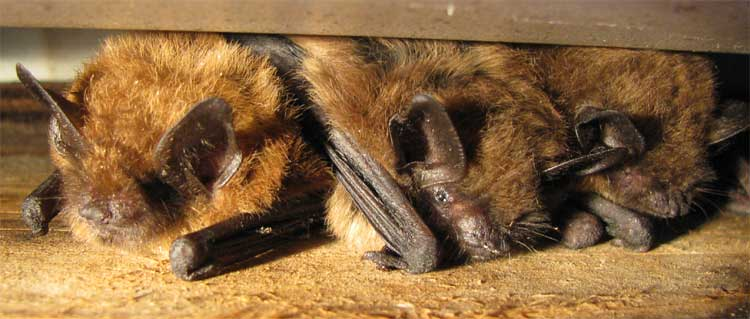
Große Braune Fledermäuse kommen oft in Gebäuden vor

Ab November fangen die Tiere an, in den Winterschlaf zu gehen. Die Überwinterungsplätze sind kühl und trocken und befinden sich meistens in Gebäuden, Minen und Höhlen. Dabei verkriechen sich die Tiere meistens einzeln oder in kleinen Gruppen in enge Spalten. Vor dem Winterschlaf fressen sich Große Braune Fledermäuse Fettreserven an. Das Durchschnittsgewicht vor dem Winterschlaf beträgt 21 g, und bis zum April verlieren die Tiere um die 25 % dieses Gewichts. Tiere auf Kuba scheinen keinen Winterschlaf zu halten, können jedoch in kühleren Nächten in Kältestarre (Torpor) gehen.
Große Braune Fledermäuse können bis zu 19 Jahre alt werden. Zu den bekannten Räubern gehören Purpur-Grackel, Buntfalke, Wiesel, Ratten, Hauskatzen und Amerikanischer Ochsenfrosch.
Die Große Braune Fledermaus war 2006 die erste Fledermaus-Art, für deren Individuen Belege für einen Magnetsinn publiziert wurden.

## Fortpflanzung
Nach der Zeit des Winterschlafs bilden die Weibchen Mutterkolonien von 5–700 Tieren, während die Männchen oft einzeln oder in reinen Männchen-Gruppen anzutreffen sind. Im Osten Nordamerikas findet man Mutterkolonien oft in Häusern, Ställen und Kirchen, wobei auch Kolonien bekannt sind, welche in hohlen Bäumen gefunden wurden. Mehr als 90 % der Weibchen einer Kolonie werden während der Paarungszeit trächtig. Während der ersten Schwangerschaftsphase setzen die Weibchen Fettreserven an, mit dem sie das Wachstum des Fötus während der späteren Schwangerschaftsphasen unterstützen. Die Tragezeit der Großen Braunen Fledermaus beträgt etwa 60 Tage. Jedes Weibchen bringt pro Wurf im Westen Nordamerika normalerweise nur ein einzelnes Jungtier zur Welt, im Osten und auf Kuba jedoch zwei. Die Geburt findet zwischen Mai und Juli statt. Jungtiere kommen nackt, aber mit offenen Augen und Ohren zur Welt und wiegen etwa 20 % eines ausgewachsenen Tieres. Die Jungtiere werden 32–40 Tage gesäugt und beginnen nach 18–35 Tagen zu fliegen. 7–10 % der Jungtiere sterben vor dem Ende der Stillzeit. Werden die Jungen von der Mutter getrennt, so stoßen sie sogenannte Isolationsrufe aus, auf welche das Muttertier mit einem Zwitschern im Ultraschallbereich reagiert. Muttertiere erkennen ihre eigenen Jungen und nehmen diese auch auf, sollten sie heruntergefallen sein.

## Verbreitung und Lebensraum
Die Große Braune Fledermaus reicht von Kanada bis Panama kommt ebenso auf den Großen Antillen vor. In Südamerika kommt sie in Kolumbien, Venezuela und wahrscheinlich im Nordwesten Brasiliens vor. Auf den Bahamas ist die Art ausgestorben. Ihr Bestand wird von der IUCN dank der weiten Verbreitung als stabil und ungefährdet eingestuft.